# Ulovlig omgang med hittegods
Straffelovens §277 omhandler Ulovlig omgang med hittegods og siger:
For ulovlig omgang med hittegods straffes den, som for derigennem at skaffe sig eller andre uberettiget vinding tilegner sig en fremmed rørlig ting, som ikke er i nogens varetægt, eller som ved ejerens forglemmelse eller på lignende tilfældig måde er kommet i gerningsmandens varetægt.
Paragraffen findes i straffelovens kapitel 28 der omhandler Formueforbrydelser

## Eksterne kilder og henvisninger
- Retsinformation Bekendtgørelse af straffeloven med seneste ændringer fra 25. juni 2010